# (2016) Heinemann
(2016) Heinemann es un asteroide que forma parte del cinturón de asteroides y fue descubierto por Alfred Bohrmann desde el Observatorio de Heidelberg-Königstuhl, Alemania, el 18 de septiembre de 1938.

## Designación y nombre
Heinemann fue designado inicialmente como 1938 SE.
Más tarde se nombró en honor del astrónomo alemán Karl Heinemann (1898-1970).

## Características orbitales
Heinemann está situado a una distancia media del Sol de 3,129 ua, pudiendo alejarse hasta 3,728 ua y acercarse hasta 2,529 ua. Su excentricidad es 0,1917 y la inclinación orbital 0,9195 grados. Emplea en completar una órbita alrededor del Sol 2021 días.

## Características físicas
La magnitud absoluta de Heinemann es 11,8. Tiene un diámetro de 21,85 km y se estima su albedo en 0,1019.